# Tricholita ulamora
Tricholita ulamora là một loài bướm đêm trong họ Noctuidae.